# Gromki (Bartoszyce)
Pour les articles homonymes, voir Gromki.
Gromki est un village polonais de la voïvodie de Varmie-Mazurie, dans le powiat de Bartoszyce.